# Тантало-евксеніт-(Y)
Тантало-евксеніт-(Y) — мінерал танталу. Різновид евксеніту. Синонім — делоренцит.

## Опис
Хімічна формула: (Y, Ce, U, Pb, Ca)(Ta, Nb, Ti)2(O, OH)6; до 8 % UO2.
Сингонія ромбічна. Ромбо-дипірамідальний вид. Колір чорний.